# Paul Schürer
Paul Gerhard Schürer (ur. 14 kwietnia 1921 w Auerbach pod Zwickau, zm. 22 grudnia 2010 w Berlinie) – ślusarz, lotnik, wschodnioniemiecki funkcjonariusz partyjny, m.in. czł. Biura Politycznego KC SED (1989) i przew. Państwowej Komisji Planowania NRD (1965-1989).

## Życiorys
Syn malarza i fryzjerki. Ukończył szkołę podstawową w Auerbach, następnie szkołę zawodową w zawodzie mechanika w Zwickau (Gewerbeschule Zwickau) (1936-1939). Szkolił się w charakterze pilota w Hitlerjugend (1936-1939), w Służbie Pracy Rzeszy (Reichsarbeitsdienst) (1939), następnie w Wehrmachcie i Luftwaffe (1939-1945). Po wypadku lotniczym w 1942 pełnił funkcję instruktora lotniczego na lotnisku w Pilźnie i w Wojennej Szkole Lotniczej (Luftkriegsschule Klotzsche) w Dreźnie (1942-1945); podoficer.
Po wojnie pracował przy pracach ziemnych oraz jako ślusarz w zakładach konstrukcji stalowych (Elbtal-Eisenwerk Clemens Steuer) w Dreźnie (1945), mechanik samochodowy, nitownik i kierowca (1946), kierowca i referent w dziale produkcji zakładów produkcji samochodów (Fahrzeugbau) w Dreźnie (1946-1947). W latach 1947–1951 uczęszczał do szkoły administracji przemysłowej (Industrieverw.-Schule Mittweida) w Mittweida. W 1948 wstąpił do SED, i ukończył Powiatową Szkołę Partyjną (Kreisparteischule Ernst Thälmann) w Seefrieden. Był zatrudniony jako referent, następnie zastępca kier. Wydziału Planowania Gospodarczego Urzędu Krajowego Saksonii (Landesreg. Sachsen) (1947-1951), kier. Grupy Planowania Regionalnego, następnie kier. wydziału w Państwowej Komisji Planowania NRD w Berlinie (1951). Uczęszczał do Okręgowej Szkoły Partyjnej (Landesparteischule) (1952) i do 1955 był zatrudniony w Wydziale Planowania i Finansów Komitetu Centralnego SED, m.in. jako instruktor, kier. Sektora Planowania, zastępca kier. Wydziału. Po studiach w Wyższej Szkole Partyjnej KPZR w Moskwie (Высшая партийная школа при ЦК КПСС) (1955-1958), powrócił do pracy w KC SED – był zastępcą kier. (1958-1960), i kier. Wydziału Planowania, Finansów i Rozwoju Technicznego KC SED (1960-1962), jak też członkiem Komisji Gospodarczej przy Biurze Politycznym KC SED (Wirtschaftskommission beim Politbüro des ZK der SED). Od 1962 był zastępcą przewodniczącego, a od 1965 przew. Państwowej Komisji Planowania i członkiem Prezydium Rady Ministrów, od 1966 także współprzewodniczącym Wspólnej Międzyrządowej Komisji ds współpracy gospodarczej, naukowo-technicznej NRD z ZSRR (Paritätischen Regierungskommission für wirtschaftliche und wissenschaftlich-technische Zusammenarbeit DDR-UdSSR).
Od 1963 Schürer był członkiem KC SED, od 1967 deputowanym do Izby Ludowej NRD (Volkskammer), a od 1973 zastępcą członka Biura Politycznego KC SED; członkiem Biura Politycznego został kilka tygodni przed jego rozwiązaniem. Z racji sprawowanych funkcji był „skoszarowany” w partyjno-rządowym osiedlu kierownictwa NRD – Osiedlu Leśnym pod Bernau.
Na jednym z posiedzeń Biura Politycznego SED Schürer podkreślił zbyt duże obciążanie gospodarki NRD celami jedności polityki gospodarczej i społecznej a tym samym zagrożenie płynności dewizowej, został określony przez Ericha Honeckera „sabotażystą”, co było jedną z najpoważniejszych obelg w kręgu partii socjalistycznych czy komunistycznych.
Na posiedzeniu Politbiura z dnia 30 października 1989 zaprezentował tajną 24-stronnicową „Analizę sytuacji gospodarczej NRD wraz z wnioskami” (Analyse der ökonomischen Lage der DDR mit Schlussfolgerungen), nazwaną też „Raportem Schürera” (Schürer-Bericht), która w konkluzji kończy się m.in. podkreśleniem zagrożenia niewypłacalnością NRD. Oceny dotyczące zadłużenia zagranicznego i wypłacalności NRD zostały później zrelatywizowane. Zgodnie z danymi Banku Rozrachunków Międzynarodowych i Niemieckiego Banku Federalnego (Bundesbank) w 1989 płynność walutowa NRD była zachowana. Jak podkreślił w 1999 Bundesbank, w 1989 zadłużenie zagraniczne, z uwzględnieniem wszystkich rezerw gotówkowych NRD wyniosło netto 19,9 mld DM.
7 listopada 1989 rząd Willi Stopha, którego był członkiem, podał się do dymisji. W nocy z 20/21 stycznia 1990 Schürer został wykluczony z SED-PDS, i tego samego dnia uwięziony na 30 dni za „przestępcze nadużycie zaufania”. Zwolniony po 18 dniach, przeszedł na emeryturę, i podjął pracę konsultanta w firmach DUSSMANN i Bellinda. Zmarł w domu opieki w Berlinie.